# Silicoaterverfahren

Silanisierung eines Substrats, auf dem durch Silikatisierung ein Haftgrund aufgebaut wurde.

Das Silicoaterverfahren ist ein Klebeverfahren aus der Zahntechnik, mit dessen Hilfe eine Haftvermittlung zwischen Metall einerseits und Kunststoff oder Keramik andererseits hergestellt wird. Damit kann eine zahnfarbene Verkleidung (Fachbegriff: Verblendung) aus Kunststoff oder Porzellan an einer Metallrestauration, wie einer Zahnkrone oder eines Brückenglieds aus Edelmetall oder Nichtedelmetall oder an einer Modellgussprothese dauerhaft befestigt werden.
Das Silicoaterverfahren ist eine Sonderform der Flammenbeschichtung, bei der die Oberfläche nicht nur mit einer Flamme aus Ethin (Azetylen) und Sauerstoff bzw. Propan und Sauerstoff behandelt wird, sondern der Oberfläche Silanoxide hinzugefügt werden. Diese lagern sich auf der Oberfläche an, wodurch ein Haftgrund durch „Silikatisieren“ erzeugt und darauf durch Silanisieren der Haftvermittler verankert wird. Es wird ein Silan-Primer aufgebracht, auf den anschließend ein Beschichtungsmaterial aufgetragen wird.

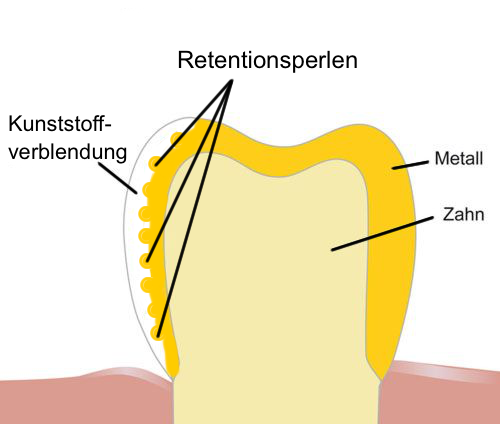
Metallkrone mit Kunststoffverblendung, die früher mechanisch an Retentionsperlen befestigt war.

Das Verfahren wurde 1984 an der Friedrich-Schiller-Universität Jena, der Technischen Universität Dresden und der Zentralstelle für Korrosionsschutz in Dresden entwickelt. Durch das Silanisieren der Metalloberfläche konnte ein zuverlässiger Verbund zwischen beiden Materialien erreicht werden. Bis dahin erfolgte die Befestigung von Verblendungen aus Kunststoff mittels retentiven Elementen, wie Retentionsstiften oder Retentionsperlen.